# Dunfermline
De burgh Dunfermline (Dùn Phàrlain) is een plaats in het bestuurlijke gebied Fife en telt 54.990 inwoners. Het ligt op 5 km van de Firth of Forth, ten noordwesten van Edinburgh.
Het is een historische hoofdstad van Schotland, en Robert the Bruce is in Dunfermline Abbey begraven. Ernaast ligt Dunfermline Palace, het koninklijk paleis van Dunfermline. 
De voetbalclub is Dunfermline Athletic FC, dat speelt op East End Park in de Scottish Championship. Daarnaast zijn er ook lokale rugby- en cricketteams. 
Dunfermline is via de A823 en de A907 verbonden met de M90 en de A92. De M90 verbindt de plaats met Perth in het noorden en, via de Queensferry Crossing, Edinburgh in het zuiden. De A92 is de verbinding met Kirkcaldy, Glenrothes en Dundee. In Dunfermline zijn twee stations: Dunfermline City en Dunfermline Queen Margaret, beide aan de Fife Circle Line

## Geboren
- David II (1324-1371), koning van Schotland
- Jacobus I (1394-1437), koning van Schotland
- Jacobus VI en I (1566-1625), koning van Schotland en koning van Engeland
- Karel I (1600-1649), koning van Engeland, Schotland en Ierland
- Joseph Noel Paton (1821-1901), kunstenaar
- Andrew Carnegie (1835-1919), staalmagnaat en filantroop
- George Lauder (1837-1924), industrieel en werktuigbouwkundig ingenieur
- Ian Whyte (1901-1961), componist en dirigent
- Ian Porterfield (1946-2007), voetballer en trainer
- Ian Anderson (1947), muzikant en zanger van Jethro Tull
- Barbara Dickson (1947), zangeres en actrice
- Jim Crawford (1948-2002), Formule 1-coureur
- Iain Banks (1954-2013), schrijver
- Stuart Adamson (1958-2001), rockmuzikant
- Craig Levein (1964), voetballer en voetbalcoach
- Ross Bain (1975), golfer
- Scott Brown (1985), voetballer
- Caroline Weir (1995), voetbalster

## Partnersteden
- Trondheim (sinds 1945)
- Wilhelmshaven (sinds 1979)
- Vichy (sinds 1990)
- Logroño (sinds 1990)
- Albufeira (sinds 1995)
- Sarasota (sinds 2001)